# 汪卓成
汪卓成（ワン・ズオチェン、ワン・ジュオチョン、中国語: 汪卓成; 拼音: Wang Zhuocheng、1996年9月19日 - ）。中国江西省九江市出身の俳優。中央戯劇学院のミュージカル科卒業。2017年にドラマ『胭脂债』の撮影に参加。2019年に放送されたネットドラマ『陳情令』で江澄を演じ、注目を集める。尚、『陳情令』が彼のデビュー作である。応援カラーは晴光橙(FFA13C)。ファンの名前は汪卓成のベイビーという意味の成宝と同じ発音である、城堡(Chéngbǎo)。

## 人物
- 飼っている猫はオスで、名前は蛋挞[3]。名前の由来は汪卓成がエッグタルト好きだから[4]。飼っている犬の名前は五月。2021年5月、母親と散歩している時に見つけ、家族の一員になったと話している[5]。
- 右下唇にある黒い点のような傷は「幼い頃竹とんぼで遊んでいた時に出来た傷」と話している[6]。
- 好きな映画としてよく名前を挙がるのは、『ハリー・ポッター』シリーズと『ラ・ラ・ランド』[7]。『ハリー・ポッター』シリーズの中では、1作目の『ハリー・ポッターと賢者の石』と4作目の『ハリー・ポッターと炎のゴブレット』を見返すことが多いと話している[8]。

## 出演作

### ドラマ
| 放送時期（本国） | 撮影開始時期 | 作品名                          | 役名   | 備考                               |  |
| ---------------- | ------------ | ------------------------------- | ------ | ---------------------------------- |  |
| 2019年           | 2018年       | 陳情令                          | 江澄   | 陈情令／声は王凯が演じている       |  |
| 2019年           | 2018年       | 走进你的记忆                    | 易明君 |                                    |  |
| 2019年           | 2017年       | 剣王朝〜乱世に舞う雪〜          | 封清晗 | 剑王朝／第9話のみの出演            |  |
| 2020年           | 2019年       | 双嬌伝〜運命の姉妹と2人の皇子〜 | 江绍   | 浮世双娇传／声は钱文青が演じている |  |
| 2021年           | 2017年       | 胭脂债                          | 梅映雪 |                                    |  |
| 2021年           | 2020年       | 宮廷衛士の花嫁                  | 赵啸   | 慕南传                             |  |
| 2022年           | 2019年       | 舌尖上的心跳                    | 维克特 |                                    |  |
| 2022年           | 2021年       | 星漢燦爛                        | 太子   | 星汉灿烂·月升沧海/ 友情出演        |  |
| 2023年           | 2021年       | 千紫万華〜重紫に捧ぐ不滅の愛    | 亡月   |                                    |  |
| 2023年           | 2020年       | 尘缘                            | 吟风   |                                    |  |
| 2025年           | 2023年       | 白色橄榄树                      | 江林   |                                    |  |
| 放送予定         | 2021年       | 错嫁世子妃                      | 傅云诺 |                                    |  |
| 放送予定         | 2022年       | 白日梦告白书                    |        |                                    |  |
| 放送予定         | 2023年       | 要久久爱                        |        |                                    |  |

### 映画
| 年     | 作品名   | 役名 | 備考 |
| ------ | -------- | ---- | ---- |
| 2021年 | 神龟岛   | 王勉 |      |
| 2023年 | 海洋传奇 | 余洋 |      |

### ミュージカル
| 年     | 作品名         | 役名         | 備考                     |
| ------ | -------------- | ------------ | ------------------------ |
| 2014年 | レ・ミゼラブル | マリウス     | 中国音楽学院附中での公演 |
| 2015年 | マクベス       | マクベス     |                          |
| 2016年 | 临界           | 程晓辉       |                          |
| 2016年 | 春の目覚め     | メルヒオール |                          |

### 番組
| 放送日         | 番組名                      | 放送局     | 備考 |
| -------------- | --------------------------- | ---------- | ---- |
| 2019年8月10日  | 快乐大本营                  | 湖南卫视   |      |
| 2019年8月25日  | 疯狂的麦咭6                 | 金鹰卡通   |      |
| 2019年10月1日  | 英雄之约                    | 央视网视频 |      |
| 2019年12月5日  | 少年听学中                  | 腾讯视频   |      |
| 2019年12月12日 | 少年听学中                  | 腾讯视频   |      |
| 2020年1月2日   | 少年听学中                  | 腾讯视频   |      |
| 2020年1月23日  | 江西卫视春晚                | 江西卫视   |      |
| 2022年3月12日  | 爱乐之都 第一期             | 东方卫视   |      |
| 2022年3月19日  | 爱乐之都 第二期             | 东方卫视   |      |
| 2022年4月2日   | 爱乐之都 第三期             | 东方卫视   |      |
| 2022年4月9日   | 爱乐之都 第四期             | 东方卫视   |      |
| 2022年6月24日  | 爱乐之都 第十期             | 东方卫视   |      |
| 2023年1月26日  | 极限挑战宝藏行 - 第三季 3集 | 东方卫视   |      |
| 2023年2月12日  | 极限挑战宝藏行 - 第三季 4集 | 东方卫视   |      |
| 2023年2月18日  | 极限挑战宝藏行 - 第三季 5集 | 东方卫视   |      |
| 2023年11月11日 | 京城十二时辰 - 第三季       | 北京卫视   |      |
| 2023年11月25日 | 京城十二时辰 - 第三季       | 北京卫视   |      |
| 2023年12月23日 | 京城十二时辰 - 第三季       | 北京卫视   |      |

## 受賞歴
2019年
- 金骨朵 年度新生力量 入選[28]
- 星光大赏 年度新势力 受賞[29]

## 曲
- 「恨别」（『陳情令』江澄のキャラクターソング）
- 「关于你」[30]
- 「一人心」（『浮世双娇传』挿入歌。李艺彤とのデュエット）[31]
- 「陪你大冒险」